# Cap Sidi Ali El Mekki
Pour les articles homonymes, voir Sidi Ali.
Le cap Sidi Ali El Mekki (arabe : رأس سيدي علي المكي) est un cap pointant vers l'est et constituant l'entrée nord du golfe de Tunis. Il est proche de la ville de Ghar El Melh, située dans le nord de la Tunisie, à une cinquantaine de kilomètres de Tunis et de Bizerte.

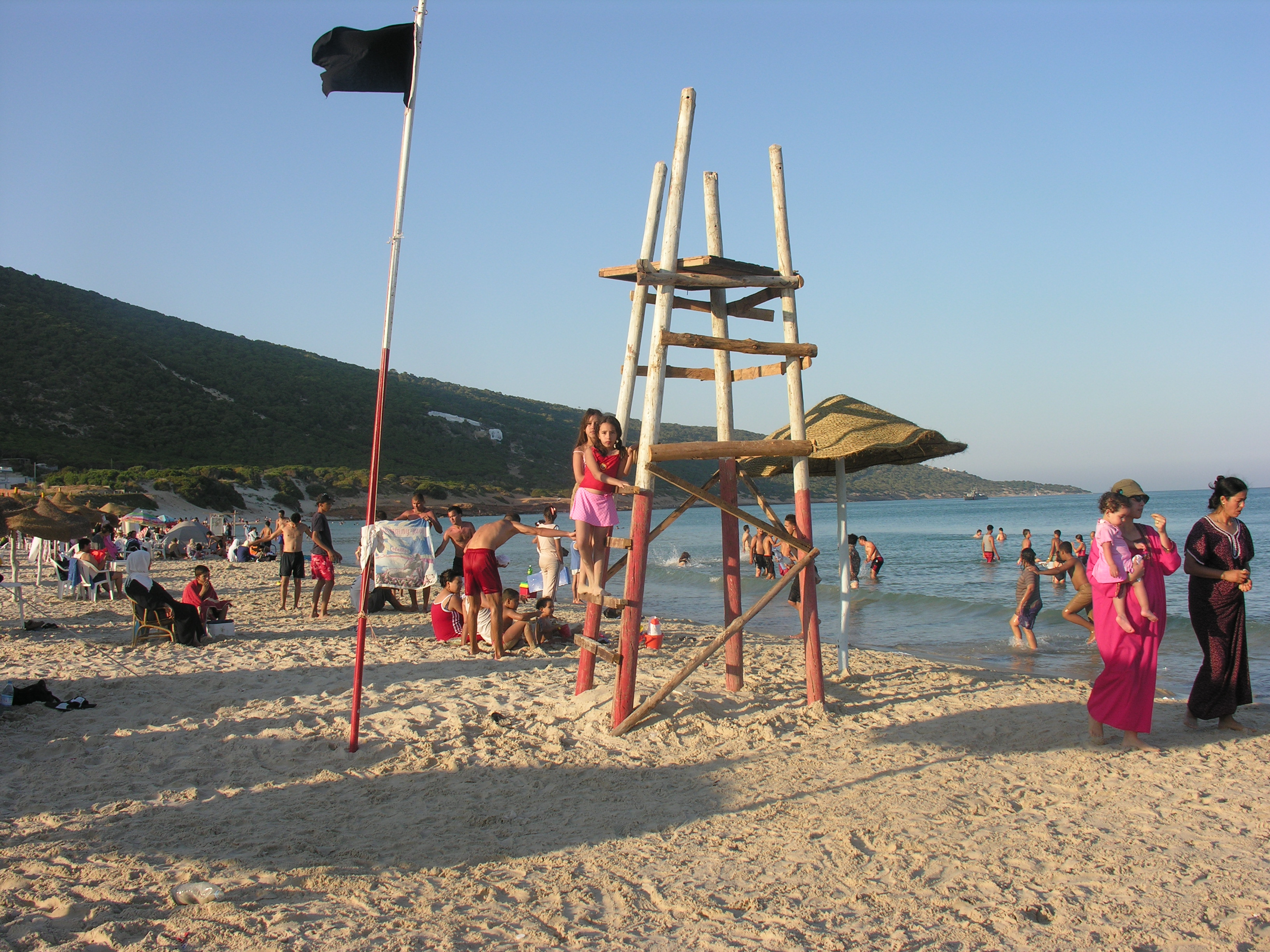
Plage de Sidi Ali El Mekki.

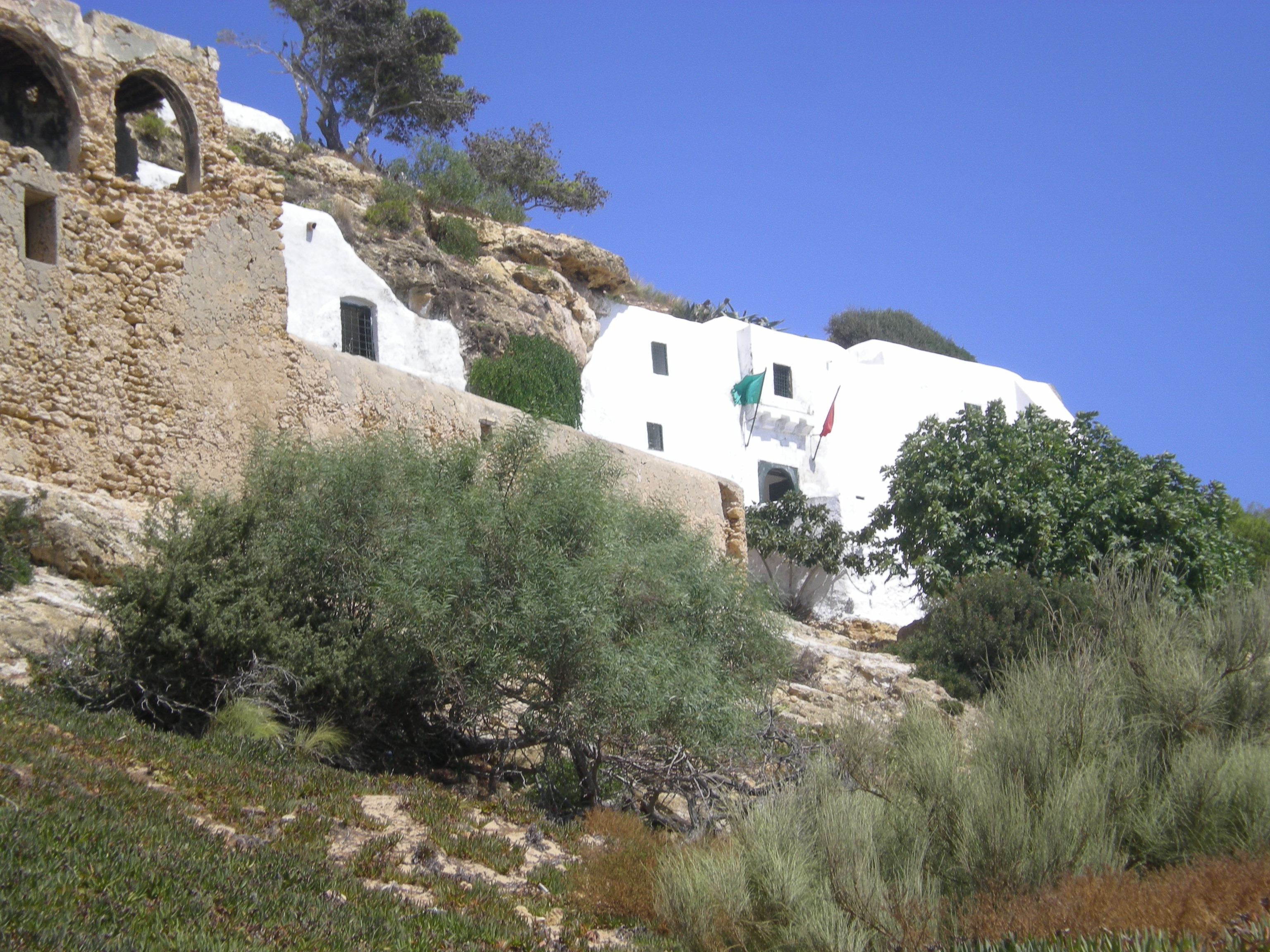
Zaouïa de Sidi Ali El Mekki.

Sidi Ali El Mekki est aussi le nom donné à la plage de sable fin en regard de la zaouïa du même nom. Le cap est connu dans l'Antiquité sous le nom de Promontoire d'Apollon des Anciens.
Le lieu tire son nom d'un marabout dont la retraite, devenue la tombe, est encore présente et utilisée pour diverses cérémonies comme des circoncisions. Des dévotions y sont pratiquées, les personnes demandant l'intercession du saint en allumant des bougies. L'endroit est petit — environ 150 m2 — et une grotte où coule un fin filet d'eau est située dans le fond. Plusieurs autres grottes de saints se trouvent non loin de là.
Le lieu a servi pendant la Seconde Guerre mondiale, à partir d'octobre 1942, comme refuge pour plusieurs dizaines de familles de Ghar El Melh qui ont fui le village lors de la retraite des troupes allemandes devant les troupes alliées.
C'est également un site intéressant pour sa flore.